# Zatrephus
Zatrephus is een kevergeslacht uit de familie van de boktorren (Cerambycidae). De wetenschappelijke naam van het geslacht werd voor het eerst geldig gepubliceerd in 1857 door Pascoe.

## Soorten
Zatrephus omvat de volgende soorten:
- Zatrephus crassinus Holzschuh, 1992
- Zatrephus inscitus Pascoe, 1857
- Zatrephus javanicus Fisher, 1936
- Zatrephus longicornis Pic, 1930
- Zatrephus lumawigi Hüdepohl, 1990
- Zatrephus pannosus Pascoe, 1857
- Zatrephus spinosus Brongniart, 1890